# Остановившись у леса снежным вечером
«Остановившись у леса снежным вечером» (англ. Stopping by Woods on a Snowy Evening) — 16-строчное стихотворение, написанное в 1922 году американским поэтом Робертом Фростом. Опубликовано в 1923 году в сборнике Нью-Гемпшир. В письме Луису Унтермайеру Фрост предсказывает, что за это стихотворение его будут помнить дольше всего. Еженедельная поэтическая радиопрограмма станции BBC Radio 4 сообщила в 2013 году, что это стихотворение Фроста — лидер читательских запросов (согласно формату программы, слушатели присылают в неё заявки, чтобы то или иное стихотворение прозвучало в эфире).

## История создания
Фрост написал стихотворение в июне 1922 года в своём доме в Шафтсбери. Всю ночь он был занят написанием большого стихотворения «Нью-Гемпшир» и закончил его только к рассвету. Идея создания «Остановившись у леса снежным вечером» родилась, когда он вышел из дома, чтобы увидеть восход солнца. По собственному признанию, он написал новое стихотворение про снежный вечер и маленькую лошадь всего за несколько минут и без усилий, словно увидев галлюцинацию. В то же время отмечалось, что стихотворение про самую долгую ночь в году было написано Фростом в самую короткую ночь в году, и в этом можно видеть известную иронию.
Стихотворение написано четырёхстопным ямбом с использованием строфики, разработанной Эдвардом Фицджеральдом для перевода «рубайата Омара Хайяма»: каждая строфа за исключением последней следует рифменной схеме а-а-б-а, где в последующем четверостишье «б» сменяет «а» цепной рифмой, в целом схема рифмовки выглядит как ААБА-ББВБ-ВВГВ-ДДДД.

## Использование в политике
Ранним утром 23 ноября 1963 года Сид Дэвис по радиостанции Белого дома сообщил о прибытии гроба президента Джона Ф. Кеннеди в Белый дом. Так как Роберт Фрост был одним из любимых поэтов президента, Дэвис завершил свой доклад отрывком из этого стихотворения.
На похоронах бывшего премьер-министра Канады Пьера Трюдо 3 октября 2000 года его старший сын Джастин перефразировал последнюю строфу этого стихотворения в своей речи: «В лесу прекрасно, темно и глубоко. Он сдержал своё обещание и получил успокоение».
Джо Байден в 2007 году выпустил мемуары под названием «Обещания, которые нужно выполнять», взятым из последней строфы стихотворения.

## Использование в культуре
Американский композитор Рэндалл Томпсон включил стихотворение в хоровое произведение «Frostiana: Seven Country Songs». Другая вокальная интерпретации, под названием «Сон», была написана американским композитором Эриком Уитейкром. Из-за авторских прав текст композиции был переписан Чарльзом Энтони Сильвестри в соответствии с завещанием Фроста.
Стихотворение обсуждается в эпизоде «Proshai, Livushka» телесериала «Клан Сопрано», в котором Мэдоу объясняет смысл стихотворения брату.
В триллере «Телефон», снятом в 1977, последняя строфа используется в качестве кодовой фразы для активации.
В фильме «Доказательство смерти» Квентина Тарантино последние строфы стихотворения используются Джулией как секретная фраза, которую должны произнести, чтобы получить приватный танец от её подруги, пока они находятся в городе. Единственный человек, который подошёл к девушке и повторил строки, был каскадёр Майк, которого сыграл Курт Рассел. Это отсылка к триллеру «Телефон».
В 20 эпизоде 1 сезона «Элементарно» Ватсон дарит Шерлоку Холмсу табличку с последней строфой стихотворения в честь годовщины отказа Шерлока Холмса от наркотиков.   

## В России
Существует множество русских переводов этого стихотворения Фроста, из которых наиболее ранние принадлежат Ивану Кашкину (под названием «Глядя на лес снежным вечером», в авторском сборнике переводов «Слышу, поёт Америка», 1960) и Гизелле Лахман (под названием «Остановка у леса в снежный вечер», в её книге стихов «Зеркала», 1965). Наиболее широкий резонанс получил перевод Григория Дашевского, опубликованный в октябре 2013 года журналом «Коммерсантъ-Weekend». Среди известных мастеров перевода, обращавшихся к этому стихотворению, были также Олег Чухонцев и Григорий Кружков. Критика отмечает также вольное переложение уральского поэта Александра Маниченко, который перевёл Фроста «не столько на русский язык, сколько на язык постконцептуализма».